# Границкая пропасть
Границкая пропасть с глубиной 473,5 метров является самой глубокой пропастью в Чехии. Вместе с тем, благодаря рекордной глубине воды 404 метра является самой глубокой затопленной пропастью в мире. В ходе последних исследований 2016 года её дно так и не было достигнуто. Она находится в Национальном природном заповеднике Гурка недалеко от города Границе в Оломоуцком регионе.

## Описание
Границкая пропасть расположена на правом берегу реки Бечва. На противоположном берегу находятся Збрашовские арагонитовые пещеры, которые открыты для туристов. Збрашовкие арагонитовые пещеры и пропасть возникли в результате гидротермального карстового процесса. Сухая часть пропасти имеет длину 104 метра, ширину 34 метра и глубину 69,5 метра. На видимом дне зеленое озерцо, но пропасть проходит через огромные затопленные пространства гораздо глубже.

## Глубина
Глубина сухой части составляет 69,5 метра. На дне находится зеленое озерцо. В 2000 году польский водолаз Криштоф Старнавский измерил глубину пропасти в 181 метр. В 2009 году зонд замерял глубину 220 метров. В 2012 году пропасть была исследована польским водолазом на глубину 223 метра. Исследование проводилось и с использованием робота Hyball и робота HBZS Ostrava. Робот Hyball был на глубине 205 метров. Дно не было достигнуто, потому что, согласно дальнейшим исследованиям, была найдена конфигурация местности, которая не позволяла роботу двигаться дальше.
В 2015 году Кристоф Старнавский запустил зонд с глубины 217 метров до глубины 373 метра. Он сам спустился на глубину 225 метров, что является наибольшей глубиной, достигнутой водолазом на этом месте.
В 2015 году Криштоф Старнавский снова измерил новую максимальную глубину затопленной части с 384 метра. 27 сентября 2016 года зонд достиг глубины 404 метра, но не достигнув дна. Благодаря этому измерению Границкая пропасть обогнала итальянскую пещеру, которая называется Поццо-дель-Мерро, которая до сих пор считалась самой глубокой затопленной пещерой в мире с максимальной измеренной глубиной 392 метра.
Общая подтвержденная глубина сухой и подводной части составляет 473,5 метра. Однако, по оценкам геологов, глубина может составлять от 800 до 1200 метров, на что указывают температура и химический состав воды в озерце.

## Доступ к пропасти
Пешком можно добраться до пропасти с железнодорожной станции Теплице-над-Бечвой вдоль природной тропы или из кемпинга Границе вдоль красной туристической тропы.

## Животные Национального природного заповедника Гурка
Границкая пропасть, несомненно, является местом обития летучих мышей. Вблизи пропасти был найден широкий видовой спектр летучих мышей. Большая ночница живет в сухой части пропасти. Другие относительно распространенные виды включают ржавую вечерницу, водяную вечерницу, черную вечерницу и вечернюю вечерницу. Также здесь живет 23 вида многоножек, губоноги, 124 вида пауков, более 140 видов жуков, например, бронзовка мохнатая, жуг-носорог, усач поперечнополосатый, 212 видов бабочек, травяная лягушка, обыкновенная жаба, прыткая ящерица, 57 видов птиц напр. обыкновенный филин.

## Растительность Национального природного заповедника Гурка
Преобладает сообщество смешанных и лиственных лесов, где растет дуб летний, дуб зимний и граб, есть места примесью лиственницы, ели и сосны. Существует также множество редких деревьев, напр. Рябина глоговина. Плющ обыкновенный свисает с края пропасти в поросоль папоротников.